# Movability
Albums par Martial Solal
Plays Ellington
(1975) Nothing But Piano
(1976)
Albums par Niels-Henning Ørsted Pedersen
Pictures (en)
(1976) Chops
(1978)
Movability est un album en duo du pianiste de jazz français Martial Solal et du contrebassiste danois Niels-Henning Ørsted Pedersen sorti en 1976 chez MPS.

## À propos de la musique
Le disque fait suite à une série de concerts donnés par les deux géants du jazz à Berlin, Zurich ou Hambourg. Solal a enregistré six albums pour le label allemand MPS, dont trois avec NHØP, Suite for Trio (1978) et Four Keys (1979).
Le morceau présenté comme Bemsha Swing de Thelonious Monk est en fait Swing Spring de Miles Davis.
Édité une première fois par MPS, l'album a été réédité par Pausa LP en 1981 aux États-Unis, puis par Harmonia Mundi en France en 1982.

## Réception critique
L'album est salué par la critique.
Pour Lucien Malson (Le Monde), « ébaubi, l'auditeur l'est tout au long des plages. Il s'attend au meilleur et c'est toujours mieux. » Pour Scott Yanow (AllMusic) « la musique est spontanée et pleine de surprise. »

## Pistes
| No | Titre                                     | Musique                       | Durée |
| -- | ----------------------------------------- | ----------------------------- | ----- |
| 1. | Swing Spring (annoncé comme Bemsha Swing) | Miles Davis                   | 5:12  |
| 2. | My One and Only Love                      | Guy Wood, Robert Mellin       | 3:30  |
| 3. | Note-Ability                              | Martial Solal                 | 5:50  |
| 4. | The Continental                           | Con Conrad, Herbert Magdison  | 5:32  |
| 5. | Lalos                                     | Martial Solal                 | 4:11  |
| 6. | Afternoons Sentiment                      | Niels-Henning Ørsted Pedersen | 3:48  |
| 7. | Autumn Leaves                             | Jacques Prévert, Joseph Kosma | 7:03  |
| 8. | Donna Lee (attribué à Charlie Parker)     | Miles Davis                   | 2:30  |

## Musiciens
- Martial Solal : piano
- Niels-Henning Ørsted Pedersen : contrebasse